# Prospettivismo
Che giustizia divertente, che un fiume delimita! Verità di qua dei Pirenei, errore di là.»
(Blaise Pascal)
Prospettivismo è un termine che è stato coniato da Gustav Teichmüller (Die wirkliche und die scheinbare Welt, 1882). Esso indica una dottrina secondo cui il mondo, le cose e gli eventi possono essere analizzati da diversi punti di vista, ognuno dei quali concorre a comprendere meglio la realtà col proprio limitato, relativo, particolare quanto specifico e imprescindibile apporto.

## Filosofia
In età moderna, con Montaigne, la scoperta del Nuovo Mondo ed i conseguenti problemi etici e antropologici portano a un orientamento prospettivistico del filosofare. In seguito, Leibniz ha sottolineato, nella sua Monadologia, come una stessa città vista da diverse angolature appaia totalmente differente, pressoché moltiplicata prospettivamente. Usando le parole di Goethe: "Nella stessa città, un evento importante sarà raccontato, alla sera, diversamente che al mattino". La necessaria prospetticità è stata oggetto del pensiero gnoseologico della corrente storica dell'Illuminismo.
Il prospettivismo filosofico si riafferma con Emerson nel contesto pluralistico-democratico degli Stati Uniti negli anni precedenti la seconda rivoluzione industriale. La sua scia sarà seguita, ma con precisi intenti di restaurazione gerarchico-aristocratica, da Nietzsche.
Nel '900, Ortega y Gasset rilancia la difesa di un prospettivismo storico, ossia l'idea che esistano una serie di prospettive che si possono scoprire soltanto nel corso della storia.

### Il prospettivismo secondo Nietzsche
Il filosofo Nietzsche afferma che tutte le intuizioni e le idee nascono da una particolare prospettiva. Questo significa che esistono molti possibili schemi concettuali, o prospettive in cui può essere formulato un giudizio di verità o di valore. Ciò equivale a dichiarare che non esiste un modo di vedere il mondo che sia "veritiero", ma non significa necessariamente che tutte le prospettive siano egualmente valide.
Il prospettivismo nietzschiano nega che un oggettivismo di tipo metafisico sia  qualcosa di possibile e afferma che non ci sono valutazioni oggettive in grado di trascendere una qualsiasi formazione culturale o le designazioni soggettive. Questo significa che non ci sono fatti oggettivi e che non è possibile la comprensione o la conoscenza di una cosa in sé. Ciò separa quindi la verità da un singolo o particolare punto di vista e significa che non è possibile una certezza gnoseologica od etica, portando alla costante rivalutazione o trasvalutazione dei valori (filosofici, scientifici ecc.) secondo le prospettive individuali. In Al di là del bene e del male, Nietzsche illustra in questo modo la propria concezione "prospettivistica":
Noi assumiamo sempre delle prospettive a causa delle nostre mancanze o incapacità, che ne siamo consapevoli o no, e i concetti individuali di esistenza vengono definiti dalle circostanze in cui si trova l'individuo. La verità viene fatta "da" e "per" l'individuo e la società. Il punto di vista di Nietzsche differisce enormemente dai vari tipi o correnti del relativismo, che considerano la verità di una particolare proposizione come qualcosa che complessivamente non può essere valutata in relazione ad una "verità assoluta", a prescindere dalla cultura e dal contesto nel quale le prospettive nascono e si incrementano.
Ad esempio, pur riconoscendo diverse correnti di pensiero come erronee o fuorvianti, Nietzsche ritiene che sia stato utile averle ritenute vere, poiché un tempo hanno svolto un ruolo efficace al fine di accrescere la volontà di potenza della nostra specie, fino a quando hanno esaurito la loro efficacia. Da questo punto di vista, la teoria della conoscenza di Nietzsche può essere a buon diritto considerata anticipatrice della epistemologia evoluzionistica.

## Religione
Secondo il gesuita Guido Sommavilla, nell'ambito della teologia cristiana il corrispettivo di tale problematica è indicato con tot capita tot Christi, per designare le difficoltà e le problematiche interpretative di tipo religioso: